# Низьковуглеводна дієта

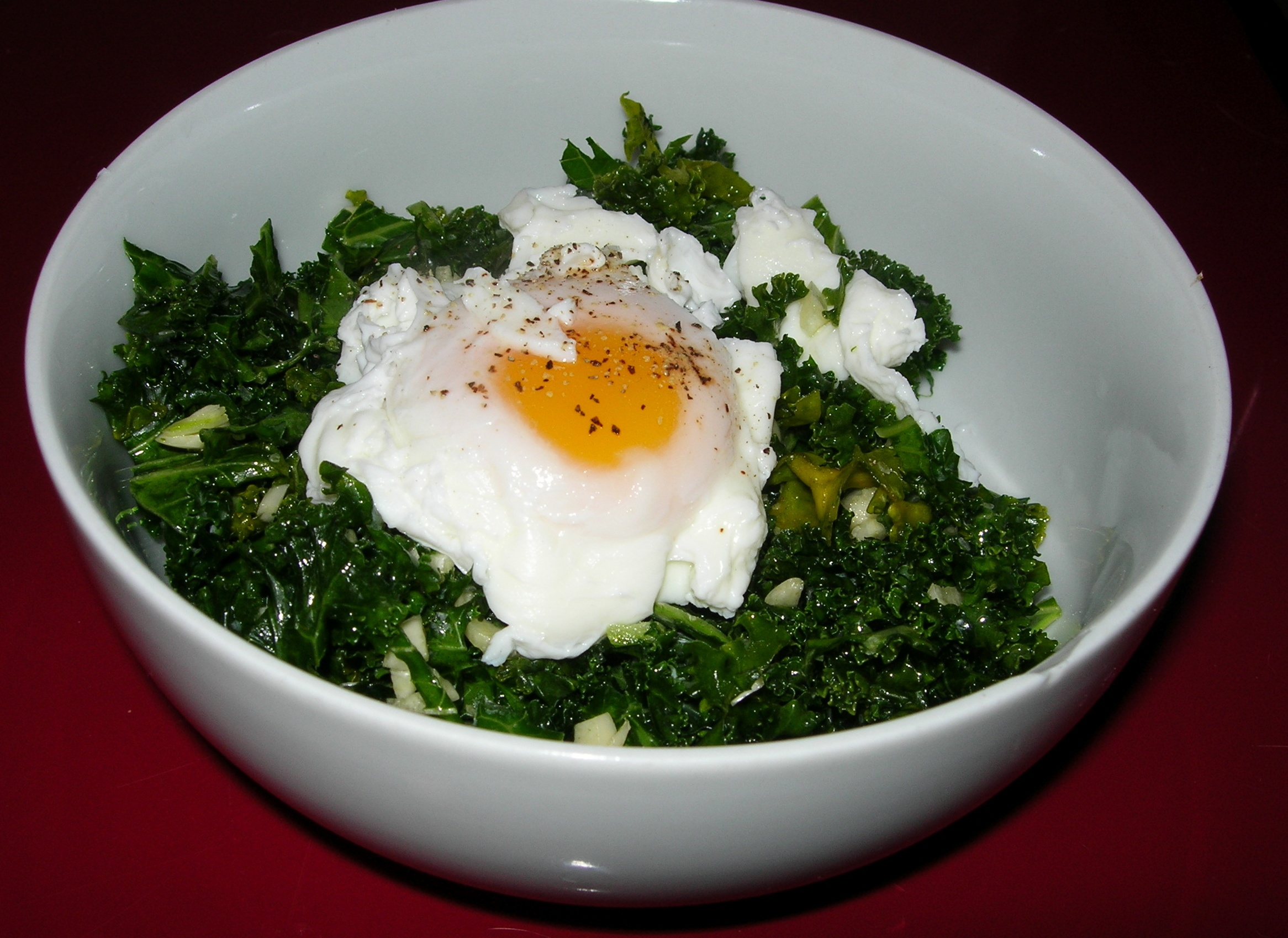
Приклад страви з низьким вмістом вуглеводів, варена капуста та яйця пашот

Низьковуглеводна дієта — харчовий режим, який передбачає суттєве обмеження споживання вуглеводів (хліб, солодощі, макарони тощо). Продукти з високим вмістом вуглеводів обмежуються та замінюються продуктами, що містять більший відсоток жиру та білка (наприклад, м'ясо, птиця, риба, молюски, яйця, сир, горіхи та насіння), а також продукти з низьким вмістом вуглеводів (наприклад, шпинат, капуста, мангольд, листя та інші волокнисті овочі).
Бракує стандартизації того, скільки вуглеводів повинні містити дієти з низьким вмістом вуглеводів, і це ускладнило дослідження. Одне визначення, дане Американською академією сімейних лікарів, визначає дієти з низьким вмістом вуглеводів, які містять менше 20 % калорій з вуглеводів.
Немає переконливих доказів того, що дієта з низьким вмістом вуглеводів приносить певні переваги для здоров'я, окрім втрати ваги, коли дієти з низьким вмістом вуглеводів досягають результатів, подібних до інших дієт, оскільки втрата ваги в основному визначається обмеженням калорій і дотриманням.
Одна з форм дієти з низьким вмістом вуглеводів, яка називається кетогенною дієтою, вперше була заснована як лікувальна дієта для лікування епілепсії. Ця дієта стала популярною для схуднення завдяки підтримці знаменитостей, але немає доказів будь-якої помітної користі для цієї мети, і дієта несе в собі ризик побічних ефектів, а Британська дієтична асоціація у 2018 році назвала її однією з «п'яти найгірших дієт для знаменитостей, яких слід уникати».

## Визначення та класифікація

### Співвідношення макроелементів
Співвідношення макроелементів у дієтах з низьким вмістом вуглеводів не стандартизовано. Станом на  2018 , суперечливі визначення «дієт з низьким вмістом вуглеводів» ускладнили дослідження цього питання.
Робоча група Національної ліпідної асоціації США з питань харчування та способу життя визначає дієти з низьким вмістом вуглеводів і ті, що містять менше 25 % калорій з вуглеводів, а дієти з дуже низьким вмістом вуглеводів — це ті, що містять менше 10 % вуглеводів. Огляд дієт з низьким вмістом вуглеводів за 2016 рік класифікував дієти з 50 г вуглеводів на день (менше 10 % від загальної калорійності) як «дуже низький» і дієти з 40 % калорій з вуглеводів як «м'які» низьковуглеводні дієти. Національна служба охорони здоров'я Великох Британії рекомендує, що «вуглеводи повинні бути основним джерелом енергії для організму в здоровій, збалансованій дієті».

### Продукти харчування

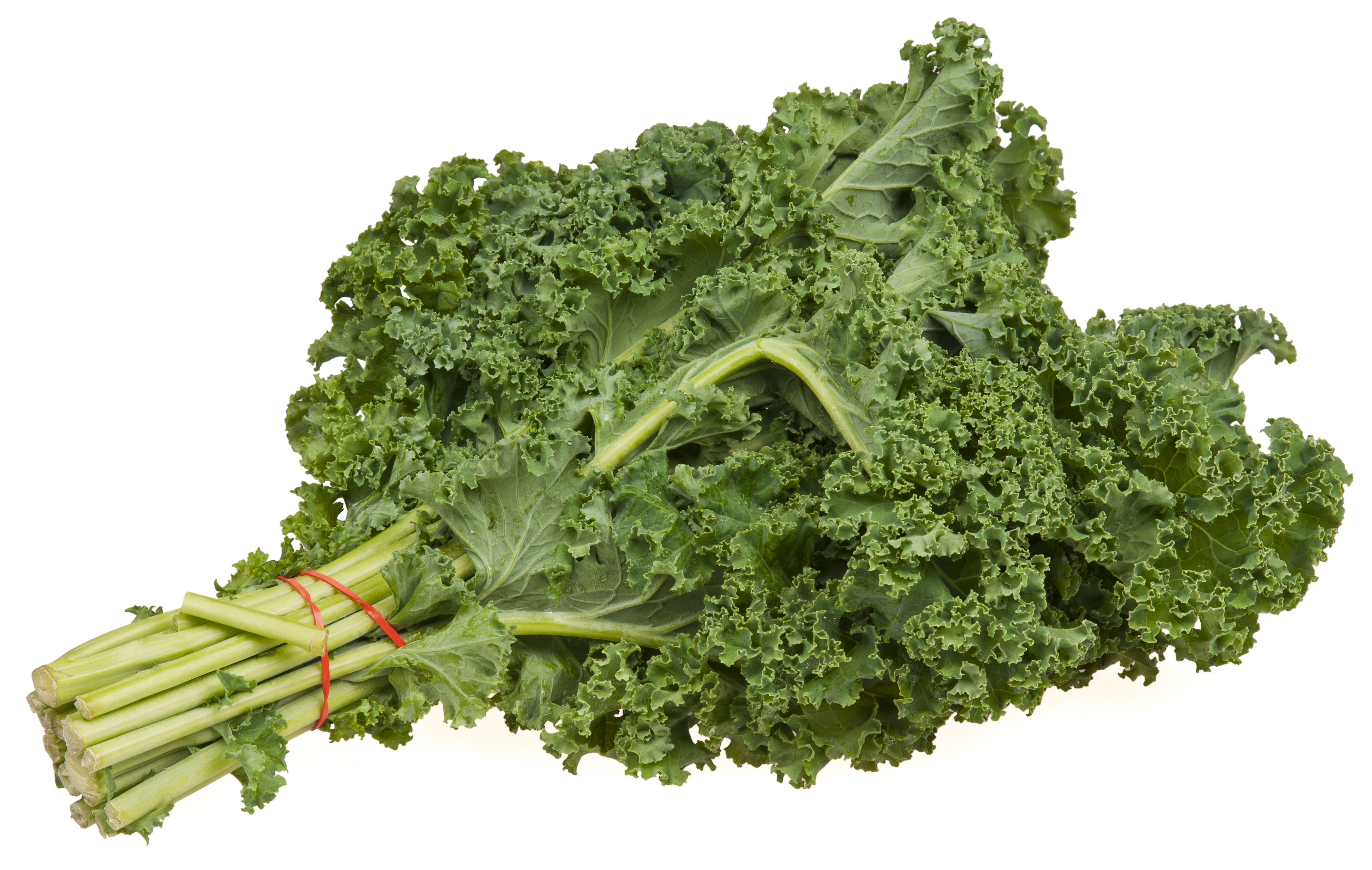
Як і інші листові овочі, кучерява капуста — це їжа з низьким вмістом вуглеводів.

Є докази того, що якість, а не кількість вуглеводів у раціоні важлива для здоров'я, і що продукти з високим вмістом клітковини, які повільно перетравлюються і багаті вуглеводами, є здоровими, тоді як рафіновані та солодкі продукти менш корисні. Дієта, обрана для вирішення проблем зі здоров'ям, повинна бути адаптована до конкретних потреб людини.
Більшість овочів є продуктами з низьким або помірним вмістом вуглеводів (у деяких дієтах з низьким вмістом вуглеводів клітковина виключається, оскільки вона не є поживним вуглеводом). Деякі овочі, такі як картопля, морква, кукурудза (кукурудза) і рис, мають високий вміст крохмалю. Більшість планів дієти з низьким вмістом вуглеводів включають такі овочі, як брокколі, шпинат, капуста, листя салату, огірки, цвітна капуста, брюссельська капуста, перець і більшість зелених листових овочів.

## Думки авторитетів
Національна академія медицини США рекомендує в середньому 130 на день г вуглеводів на добу. Продовольча та сільськогосподарська організація ООН та Всесвітня організація охорони здоров'я також рекомендують, щоб більшість харчової енергії надходила з вуглеводів. Дієти з низьким вмістом вуглеводів не є варіантом, рекомендованим у виданні Дієтичних рекомендацій для американців за 2015—2020 рр., де натомість рекомендується дієта з низьким вмістом жиру.
Вуглеводи неправомірно звинувачували в тому, що вони є унікальним макроелементом, що «відгодовує», що вводить в оману багатьох тих, хто дотримується дієти, змушуючи скидати поживність свого раціону, виключаючи багату вуглеводами їжу. Прихильники дієти з низьким вмістом вуглеводів наголошують на дослідженнях, які стверджують, що спочатку дієти з низьким вмістом вуглеводів можуть призвести до дещо більшої втрати ваги, ніж збалансоване харчування, але така перевага не зберігається. У довгостроковій перспективі успішне збереження ваги визначається споживанням калорій, а не співвідношенням макроелементів.
Громадськість збентежило те, як деякі дієти, такі як Зонська дієта та дієта Південного пляжу, рекламуються як «низьковуглеводні», хоча насправді їх правильніше було б назвати «середньовуглеводними» дієтами.

### Вуглеводно-інсулінова гіпотеза
Прихильники дієти з низьким вмістом вуглеводів, у тому числі Гері Таубс і Девід Людвіг, запропонували «вуглеводно-інсулінову гіпотезу», за якою вуглеводи, як кажуть, виключно повніють, оскільки підвищують рівень інсуліну та спричиняють надмірне накопичення жиру. Здається, ця гіпотеза суперечить відомій біології людини, згідно з якою немає вагомих доказів будь-якого такого зв'язку між діями інсуліну, накопиченням жиру та ожирінням. Гіпотеза передбачала, що дієта з низьким вмістом вуглеводів забезпечить «метаболічну перевагу» збільшення витрат енергії, еквівалентну 400—600 ккал (кілокалорій)/день, відповідно до обіцянки дієти Аткінса: «висококалорійний спосіб залишатися худим назавжди».
Завдяки фінансуванню від Фонду Лаури та Джона Арнольда у 2012 році Таубс став співзасновником Nutrition Science Initiative (NuSI) з метою зібрати понад 200 мільйонів доларів для реалізації «Манхеттенського проекту з питань харчування» та підтвердити гіпотезу. Проміжні результати, опубліковані в American Journal of Clinical Nutrition, не надали переконливих доказів переваги низьковуглеводної дієти порівняно з дієтами іншого складу. Це дослідження виявило незначний (~100 ккал/добу), але статистично значущий вплив кетогенної дієти на збільшення 24-годинних енерговитрат, виміряних у дихальній камері, але з часом цей ефект зменшувався. Зрештою, дуже низькокалорійна кетогенна дієта (5 % вуглеводів) «не була пов'язана зі значною втратою жирової маси» порівняно з неспеціалізованою дієтою з такою ж калорійністю; не було ніякої корисної «метаболічної переваги». У 2017 році Кевін Голл, дослідник Національного інституту здоров'я, найнятий для допомоги в проекті, написав, що вуглеводно-інсулінова гіпотеза була сфальсифікована в результаті експерименту. Голл писав, що «зростання поширеності ожиріння може бути насамперед пов'язане зі збільшенням споживання рафінованих вуглеводів, але механізми, ймовірно, будуть зовсім іншими, ніж ті, що запропоновані вуглеводно-інсуліновою моделлю».

## Аспекти здоров'я

### Дотримання
Було неодноразово встановлено, що в довгостроковій перспективі всі дієти з однаковою калорійністю однаково ефективні для схуднення, за винятком одного відмінного фактора — наскільки добре люди можуть сумлінно дотримуватися дієтичної програми. Дослідження, в якому порівнювалися групи, що дотримувалися низькожирової, низьковуглеводної та середземноморської дієт, показало, що через шість місяців більшість людей все ще дотримувалися низьковуглеводної дієти, але згодом ситуація змінилася: через два роки в групі з низьким вмістом вуглеводів спостерігалася найвища частота зривів і відмов від неї. Це може бути пов'язано з порівняно обмеженим вибором їжі під час дієт з низьким вмістом вуглеводів.

### Маса тіла
У короткостроковій та середньостроковій перспективі люди, які дотримуються дієти з низьким вмістом вуглеводів, можуть відчути більшу втрату ваги, ніж люди, які дотримуються дієти з низьким вмістом жирів.Ендокринне товариство США заявило, що «коли споживання калорій залишається постійним … на накопичення жиру в організмі не впливають навіть дуже виражені зміни в кількості жирів порівняно з вуглеводами в раціоні». Люди, які дотримуються такої дієти, спочатку втрачають трохи більше ваги, що еквівалентно приблизно 100 ккал/день, але з часом ця перевага зменшується і в кінцевому підсумку стає незначною. Кокранівський огляд від 2022 року розглядав триваліші періоди в два роки та не виявив жодних переваг для дотримання дієти з низьким вмістом вуглеводів порівняно зі збалансованими дієтами.
Більшість досліджень, які порівнювали дієту з низьким вмістом жиру та дієту з низьким вмістом вуглеводів, були низької якості, а дослідження, які повідомляли про значні ефекти, привернули непропорційну увагу порівняно з методологічно обґрунтованими. В огляді за 2018 рік говориться, що «якісніші мета-аналізи повідомили про невелику різницю або відсутність різниці у втраті ваги між двома дієтами». Низькоякісні мета-аналізи, як правило, сприятливо повідомляють про вплив дієт з низьким вмістом вуглеводів: систематичний огляд повідомив, що 8 із 10 мета-аналізів оцінювали, чи могли на результати втрати ваги вплинути упереджені публікації, а 7 з них дали позитивний висновок. Огляд 2017 року прийшов до висновку, що різні дієти, включаючи дієти з низьким вмістом вуглеводів, досягають однакових результатів втрати ваги, які в основному визначаються обмеженням калорій і дотриманням, а не типом дієти.

### Здоров'я серцево-судинної системи
Встановлено, що дієта з низьким вмістом вуглеводів протягом менше двох років не погіршує показники здоров'я серцево-судинної системи. Однак дотримання дієти з низьким вмістом вуглеводів протягом багатьох років пов'язане зі смертю від серцевих захворювань. Дієти з низьким вмістом вуглеводів у довгостроковій перспективі мають шкідливий вплив на параметри ліпідів, такі як підвищення загального холестерину та холестерину ЛПНЩ. Це пояснюється тим, що більшість людей, які дотримуються дієти з низьким вмістом вуглеводів, їдять більше продуктів тваринного походження та менше фруктів і овочів, багатих клітковиною та мікроелементами.
Американський коледж кардіологів рекомендує проводити бесіди між лікарем і пацієнтом для людей, які хочуть дотримуватися дуже низьковуглеводної дієти. Люди, які дотримуються дієти, повинні бути поінформовані про те, що вона може погіршити рівень ЛПНЩ і серцево-судинне здоров'я в довгостроковій перспективі. Людей з атеросклерозом слід проконсультувати, щоб вони уникали низьковуглеводних дієт.

### Цукровий діабет
Є обмежені докази ефективності дієт з низьким вмістом вуглеводів для людей з діабетом 1-го типу. Для деяких осіб може бути доцільним дотримуватися режиму з низьким вмістом вуглеводів у поєднанні з ретельним дозуванням інсуліну. Його може бути важко підтримувати, і є занепокоєння щодо потенційних негативних наслідків дієти для здоров'я. Загалом людям з діабетом 1 типу рекомендується дотримуватися індивідуального плану харчування.
Частка вуглеводів у раціоні не пов'язана з ризиком діабету 2 типу, хоча є деякі докази того, що дієти, що містять певні продукти з високим вмістом вуглеводів – такі як підсолоджені напої або білий рис — пов'язані з підвищеним ризиком. Деякі дані свідчать про те, що споживання меншої кількості вуглеводної їжі може знизити біомаркери діабету 2 типу.
Обмеження споживання вуглеводів загалом призводить до покращення контролю рівня глюкози, хоча й без тривалої втрати ваги. Дієти з низьким вмістом вуглеводів можуть бути корисними для того, щоб допомогти людям із діабетом 2 типу схуднути, але «жоден підхід не доведено, що він стабільно кращий». Відповідно до ADA, люди з діабетом повинні «розробляти моделі здорового харчування, а не зосереджуватися на окремих макроелементах, мікроелементах або окремих продуктах». Вони рекомендували, щоб вуглеводи в раціоні надходили з «овочів, бобових, фруктів, молочних продуктів (молока та йогурту) і цільного зерна», тоді як слід уникати рафінованих продуктів і солодких напоїв. Для людей з діабетом 2 типу, які не можуть досягти цільових показників глікемії або для яких пріоритетом є зниження антиглікемічних препаратів, ADA каже, що дієти з низьким або дуже низьким вмістом вуглеводів є життєздатним підходом.
Загальний огляд 2021 року показав, що дієти з низьким вмістом вуглеводів не кращі для схуднення, ніж дієти з більшим вмістом вуглеводів або з низьким вмістом жиру для хворих на діабет.

### Фізичні навантаження та втома
Було виявлено, що дієта з низьким вмістом вуглеводів знижує здатність витривалості під час інтенсивних фізичних навантажень, а виснажений м'язовий глікоген після таких зусиль лише повільно відновлюється, якщо дотримуватися дієти з низьким вмістом вуглеводів. Недостатнє споживання вуглеводів під час спортивних тренувань спричиняє метаболічний ацидоз, який може бути причиною погіршення продуктивності, яке спостерігається.

### Безпека
Дієта з низьким вмістом вуглеводів викликає інтенсивний метаболізм жирних кислот, які використовуються печінкою для утворення кетонових тіл, які забезпечують енергією важливі органи, включаючи мозок, серце та нирки, у стані, який називається кетозом. Кетоз може мати інші причини, такі як алкоголізм і діабет. Надмірне накопичення кетонових тіл відбувається, коли їх виробництво перевищує споживання, що призводить до кетоацидозу, потенційно небезпечного для життя стану. Рідко кетогенна дієта з низьким вмістом вуглеводів також може призвести до кетоацидозу, особливо у пацієнтів із супутніми захворюваннями. Існують нечасті повідомлення про кетоацидоз, що виникає у людей, які дотримуються дієт з низьким вмістом вуглеводів, таких як дієти Аткінса та Саут-Біч. Це призвело до припущення, що кетоацидоз слід розглядати як потенційну небезпеку дієти з низьким вмістом вуглеводів.
Дієти з високим і низьким вмістом вуглеводів, багаті білками і жирами тваринного походження, можуть бути пов'язані зі збільшенням смертності. Навпаки, з білками та жирами рослинного походження може спостерігатися зниження смертності. Японське дослідження 2021 року розглядало довгострокові аспекти низьковуглеводного харчування. Дослідження включало 90 171 учасника з середнім періодом спостереження 17 років. Дослідження показало, що високий рівень дотримання режиму харчування з низьким вмістом вуглеводів пов'язаний зі збільшенням загального ризику раку. Переглядаючи склад раціону, автори виявили, що споживання більшої кількості тваринної їжі пов'язано з підвищеним ризиком раку, тоді як споживання рослинних жирів — ні.
Станом на 2018 рік дослідження приділяли недостатньо уваги потенційним несприятливим наслідкам дієти з обмеженням вуглеводів, зокрема, для достатності мікроелементів, здоров'я кісток і ризику раку. В одному низькоякісному мета-аналізі повідомлялося, що побічні ефекти можуть включати «закрепи, головний біль, галітоз, м'язові судоми і загальну слабкість».
У комплексному систематичному огляді 2018 року Чуруангсук та його колеги повідомили, що інші повідомлення про випадки викликають занепокоєння щодо інших потенційних ризиків дієти з низьким вмістом вуглеводів, включаючи гіперосмолярну кому, енцефалопатію Верніке, нейропатію зорового нерва через дефіцит тіаміну, гострий коронарний синдром і тривожний розлад.
Суттєве обмеження частки вуглеводів у раціоні може спричинити недоїдання та може ускладнити отримання достатньої кількості харчових волокон для підтримки здоров'я.
Станом на 2014 рік виявилося, що стосовно ризику смерті людей із серцево-судинними захворюваннями важливим є тип споживаних вуглеводів; дієти з відносно високим вмістом клітковини і цільних зерен призводять до зниження ризику смерті від серцево-судинних захворювань порівняно з дієтами з високим вмістом рафінованих зерен.

## Історія

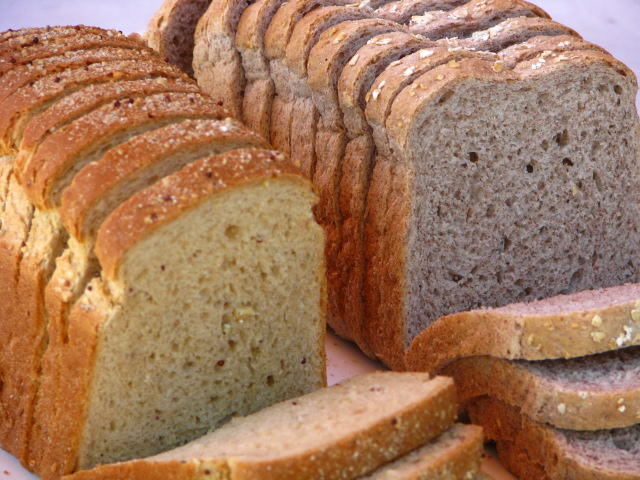
Низьковуглеводна дієта обмежує кількість багатих вуглеводами продуктів – наприклад хліб – в дієті.

### Перші описи
У 1797 році Джон Ролло повідомив про результати лікування двох офіцерів армії з діабетом дієтою з низьким вмістом вуглеводів і медикаментами. Дієта з дуже низьким вмістом вуглеводів була стандартним методом лікування діабету протягом усього ХІХ століття.
У 1825 році Жан Антельм Брілья-Саварен у своїй книзі «Фізіологія смаку» пропагував дієту з низьким вмістом вуглеводів.
У 1863 році Вільям Бантінг, раніше страждаючий ожирінням, англійський гровар і виробник трун, опублікував «Лист про повноту, адресований громадськості», в якому він описав дієту для контролю ваги, відмовившись від хліба, масла, молока, цукру, пива та картоплі. Його брошуру так багато читали, що деякі люди використовували термін «бантінг» для діяльності, яка тепер називається «дієта».
Серед лікарів, які наприкінці 1800-х років пропагували дієту з низьким вмістом вуглеводів, що складається з великої кількості тваринного жиру та білка для лікування діабету, були Джеймс Ломакс Бардслі, Аполлінер Бушарда та Фредерік Вільям Пейві. Арнальдо Кантані ізолював своїх хворих на цукровий діабет у замкнених кімнатах і прописав їм виняткову тваринну дієту.
На початку 1900-х років Фредерік Медісон Аллен розробив дуже обмежувальний короткостроковий режим, який у 1916 році був описаний Волтером Р. Штайнером на щорічному з'їзді Медичного товариства штату Коннектикутяк «Лікування цукрового діабету голодуванням».:176–177 Ця дієта часто застосовувалася в лікарні, щоб краще забезпечити дотримання режиму та безпеку.:179

### Сучасні низьковуглеводні дієти
Інші дієти з низьким вмістом вуглеводів у 1960-х роках включали дієту військово-повітряних сил, «Мартіні та збиті вершки» в 1966 році та дієту питої людини. У 1972 році Роберт Аткінс опублікував книгу «Революція дієти доктора Аткінса», в якій пропагував дієту з низьким вмістом вуглеводів, яку він успішно використовував для лікування людей у 1960-х роках. Книга мала успіх у видавництві, але була широко розкритикована основною медичною спільнотою як небезпечна та оманлива, що обмежувало її привабливість у той час.
Концепція глікемічного індексу була розроблена в 1981 році Девідом Дженкінсом для врахування відмінностей у швидкості перетравлення різних типів вуглеводів. Ця концепція класифікує харчові продукти за швидкістю їх впливу на рівень цукру в крові – причому прості вуглеводи, що швидко засвоюються, спричиняють різкіше збільшення, а складні вуглеводи, що перетравлюються повільніше, наприклад, цільні зерна, повільніше. Дослідження Дженкінса заклали наукову основу для наступних дієт з низьким вмістом вуглеводів.
У 1992 році Аткінс опублікував оновлення своєї книги 1972 року «Нова дієтична революція доктора Аткінса», а інші лікарі почали публікувати книги, засновані на тих же принципах. Наприкінці 1990-х і на початку 2000-х дієти з низьким вмістом вуглеводів стали одними з найпопулярніших дієт у США. За деякими даними, до 18 % населення використовували той чи інший тип дієти з низьким вмістом вуглеводів на піку своєї популярності. Виробники продуктів харчування та мережі ресторанів відзначили цю тенденцію, оскільки вона вплинула на їхній бізнес. Деякі представники основної медичної спільноти засудили дієти з низьким вмістом вуглеводів як небезпечні для здоров'я, наприклад AHA у 2001 році та Американський нирковий фонд у 2002 році.

#### Кетогенна дієта
Оригінальна кетогенна дієта — дієта з високим вмістом жирів і низьким вмістом вуглеводів, розроблена в 1920-х роках і використовувалася для лікування резистентної дитячої епілепсії. Більшість спеціалістів з епілепсії наказують цим дітям споживати 80 % раціону з жиру (90 % калорій), а також безвуглеводні вітаміни та мінерали, щоб запобігти дефіциту вітамінів. Хоча цей екстремальний план дієти може врятувати життя порівняно з альтернативою, він не є нешкідливою дієтою. Діти, які сидять на цій дієті, ризикують отримати переломи кісток, затримку росту, камені в нирках, високий рівень холестерину та дефіцит мікроелементів.
Модна дієта, яка отримала таку саму назву, також є дієтою з високим вмістом жиру та низьким вмістом вуглеводів, але з меншим вмістом жиру. У типовій версії цієї кето-дієти для дорослих приблизно 50 % ваги їжі складається з жиру (70 % калорій). Прихильники стверджують, що це сприяє втраті ваги. Передумова кетогенної дієти для схуднення полягає в тому, що якщо організм позбавляється глюкози, отриманої з вуглеводної їжі, він буде виробляти енергію з накопиченого жиру. Існує кілька різних підходів до кето-дієти, зокрема:
- кетогенна дієта (KD) — зазвичай менше 50 грамів вуглеводів на день (за умови загального споживання 2000 калорій).[77]
- дуже низькокалорійна кетогенна дієта (very low-calorie ketogenic diet — VLCKD) — те саме, що і KD, але обмежує загальну кількість калорій максимум до 800 калорій на день.[77]
- кетогенна дієта з низьким вмістом вуглеводів і високим вмістом жирів (ketogenic low-carbohydrate high-fat diet — K-LCHF) — те саме, що і KD, з додатковим обмеженням від 60 до 80 % калорій, що надходять із жиру.[77]
- модифікована дієта Аткінса (modified Atkins diet — MAD) — менше вуглеводів, ніж K-LCHF (менше 10 грамів на день) і заохочує їжу з високим вмістом жиру без вказівки конкретної необхідної кількості.[77]

Кетогенна дієта з дуже низьким вмістом вуглеводів із високим вмістом жиру, але низьким вмістом білка є ефективним засобом для схуднення у людей із надмірною вагою або ожирінням, що забезпечує середню втрату ваги на 10 кг протягом чотирьох тижнів із збереженням втрати ваги до двох років. Однак занепокоєння щодо рівня натрію в сироватці крові спонукало дослідників запропонувати дієту застосовувати лише «вибраним» людям і під суворим медичним наглядом.
У 2021 році Американська кардіологічна асоціація оприлюднила наукову заяву щодо дієтичних рекомендацій для покращення здоров'я серцево-судинної системи, у якій зазначалося, що «недостатньо доказів на підтримку будь-яких існуючих популярних або модних дієт, таких як кетогенна дієта та періодичне голодування для зміцнення здоров'я серця».

## Подальше читання
- Lowery R, Wilson J (2017). The Ketogenic Bible: The Authoritative Guide to Ketosis (вид. 1st). Victory Belt Publishing. ISBN 978-1-62860-104-6.